# La Chapelle-de-Mardore
La Chapelle-de-Mardore var en kommun i departementet Rhône i regionen Auvergne-Rhône-Alpes i östra Frankrike. Kommunen låg i kantonen Thizy som tillhör arrondissementet Villefranche-sur-Saône. Området som utgjorde den tidigare kommunen La Chapelle-de-Mardore hade 223 invånare år 2017.
Kommunen upphörde den 1 januari 2013, då den slogs samman med kommunerna Bourg-de-Thizy, Mardore, Marnand och Thizy till den nya kommunen Thizy-les-Bourgs.

## Befolkningsutveckling
Antalet invånare i kommunen La Chapelle-de-Mardore
| Referens: INSEE |